# Oliver Norwood
Oliver James Norwood (* 12. dubna 1991 Burnley) je severoirský profesionální fotbalista, který hraje na pozici středního záložníka za anglický klub Stockport County FC.
V mládežnických kategoriích reprezentoval Anglii a Severní Irsko, na seniorské úrovni oblékal dres Severního Irska. Mezi lety 2010 a 2018 odehrál 57 utkání v dresu severoirské reprezentace.

## Klubová kariéra
Norwood působil ve své seniorské kariéře v anglických klubech Manchester United FC, Carlisle United FC, Scunthorpe United FC, Coventry City FC, Huddersfield Town AFC, Reading FC, Brighton & Hove Albion FC, Fulham FC, Sheffield United FC a Stockport County FC.

## Reprezentační kariéra

### Anglie
Reprezentoval Anglii v mládežnických kategoriích U16 a U17.

### Severní Irsko
Oliver Norwood poté nastupoval v severoirských mládežnických reprezentacích U19 a U21.
Svůj debut za severoirský národní tým absolvoval 11. 8. 2010 v přátelském utkání v Podgorici proti týmu Černé Hory (prohra 0:2). Se svým mužstvem se mohl v říjnu 2015 radovat po úspěšné kvalifikaci z postupu na EURO 2016 ve Francii (byl to premiérový postup Severního Irska na evropský šampionát).